# 누누 비리아투 타바르스 드 멜루 이지디우
누누 비리아투 타바르스 드 멜루 이지디우(포르투갈어: Nuno Viriato Tavares de Melo Egídio, 1922년 2월 18일~2011년 12월 7일)는 포르투갈의 군인 겸 정치인 및 외교관이다.

## 생애

### 군 생활 초기와 이후 장군 진급
1922년 2월 18일 포르투갈 토마르에서 출생한 그는 포르투갈 육군사관학교를 문학사 학위하고 1945년 3월 2일, 포르투갈 육군 소위로 임관하였다. 이후 거듭 순조로이 진급하여 위관과 영관 장교 계급을 거쳐 장군 지위까지 올랐으며 이 와중에 포르투갈 육군군사방위직업학교와 미국 육군포병학교와 미국 미주리 종합군사학원과 포르투갈 육군군사참모대학교를 거쳐 아르헨티나 육군군사참모대학교와 오스트레일리아 육군참모대학교를 졸업하였다.

### 마카오 총독 재직
그는 1979년 11월 1일에서 1981년 6월 1일까지는 마카오 총독 직위에 재임하였다.

### 군직 말기와 이후 군 예편
그는 1981년 6월 6일에서 1984년 9월 30일까지 포르투갈 합동참모본부 항공야전군사령관 직위를 지내다가 1984년 9월 30일에 포르투갈 육군 대장 예편하였다.

### 말년과 사망
포르투갈 육군 대장 예편 이후 그는 1984년 12월 15일에서 1987년 12월 23일까지 포르투갈 국방부 특임고문을 역임하였고 1987년 12월 23일에서 이듬해 1988년 7월 25일까지 포르투갈 외교부 특임고문을 역임하였으며 이후 2011년 12월 7일, 향년 89세로 별세하였다.